# Fabrice Leggeri
Fabrice Leggeri   (Mülhausen, 28 de març de 1968) és un alt càrrec francès, director executiu de Frontex entre 2015 i 2022 i diputat europeu des del 2024.

## Biografia
Entre 1989 i 1993 va estudiar a l'École normale supérieure de París, on es va especialitzar en història contemporània. Entre 1994 i 1996, ho va fer a l'École nationale d'administració d'Estrasburg. Entre 1996 i 1999, va treballar al Ministeri de l'Interior de França, en la secció de tràfic fronterer i visats. Entre 2000 i 2003 va treballar per a la Comissió Europea. Entre 2003 i 2007, va treballar com a viceprefecte francès en dues regions i el 2007 va ser contractat pel Ministeri de Defensa de França al capdavant de la divisió d'Internacional i de Dret Europe, càrrec que tindria fins al 2011, quan va marxar a Seül per treballar-hi a l'ambaixada francesa com a cap adjunt.
Va esdevenir el director executiu de Frontex el gener de 2015, substituint a l'espanyol Gil Arias, qui ocupava el càrrec de manera interina des de 2014. El 2015 va haver de gestionar la crisi migratòria europea. El 2018 va abaixar els pressupostos assignat a diversos estats pel control de fronteres, i va donar suport al govern italià en la seva decisió de retenir el vaixell de l'ONG Proactiva Open Arms.
Dimiteix el 28 de abril de 2022.
En l'exposició d'art Aquesta terra mai serà fèrtil per haver parit a colones (Barcelona 2019/2020) l'artista Daniela Ortiz dedica una antologia a Fabrice Leggeri per ser un dels responsables d'explotar les fronteres amb finalitats econòmics i violents.
En 2024 fou elegit diputat europeu, representa el Reagrupament Nacional.